# Трговина на корзу
Трговина на корзу (оригинални назив: Obchod na korze; на енглеском језику The Shop on the High Street) је чехословачки филм из 1965. године о програму аријанизације током Другог светског рата на подручју Словачке.
Филм је написао Ladislav Grosman, а режирали Ján Kadár и Елмар Клос. Финансирали су га чехословачке централне власти (као и сви филмови под комунистичким режимом), произведен је у филмском студију Барандов у Прагу, а сниман је са словачком глумачком поставом у њиховом звучном студију на локацији у граду Сабинов у североисточној Словачкој. У њему глуме Jozef Kroner као словачки столар Тоно Бртко и пољска глумица Ida Kamińska као јеврејска удовица Розалија Лаутманова.
Филм је 1965. освојио Оскара за најбољи филм на страном језику, а Каминска је годину дана касније номинована за најбољу глумицу у главној улози. Уврштен је на Кански филмски фестивал 1965. године.

## Радња филма
Током Другог светског рата у малом граду у Првој Словачкој Републици (држава клијент нацистичке Немачке), благог словачког столара Антонина „Тоно“ Бртка бира његов зет, који има утицајну позицију у локалном фашистичка влада, да преузме радњу за шивење (тј. галантерије) у власништву старије јеврејске удовице Розалије Лаутманове у оквиру напора аријанизације у земљи. Док се Бртко мучи да објасни Лаутмановој, која је скоро глува, несвесна спољног света и генерално збуњена, да је он сада њен надзорник, Имрих Кучар, Бртков пријатељ и Словак који се противи аријанизацији, улази и обавештава Бртка да је посао је непрофитабилна и Лаутманнова се ослања на донације како би саставила крај с крајем. Кучар каже Лаутмановој да је Бртко дошао да јој помогне и повезује Бртка са руководством јеврејске заједнице у граду, које пристаје да му плаћа редовну плату како би остао званични аријевски контролор радње, јер би, ако одустане, могао бити замењен неким милитантнијим фашистичким или антисемитским.
Бртко пушта Лаутманову да настави да води ствари у својој радњи, проводећи већину свог времена поправљајући њен намештај или неспособно покушавајући да јој помогне са муштеријама, и пар почиње да развија близак однос. Када чује да ће власти окупити јеврејске грађане из града и масовно их транспортовати негде другде, он не говори Лаутмановој и у почетку размишља о томе да је сакрије, али почиње да доводи у питање овакав начин деловања када хватање заиста почне. Стално пијући, он на крају губи живце и покушава да се наговори, а затим натера Лаутманову да се придружи њеним пријатељима на улици. Коначно схвата да се дешава погром и паника. Бртко је јури по радњи, али стаје и постиди се након што је видео да његове друге комшије Јевреје заправо одвозе. Видевши неке војнике како иду према радњи, баци Лаутманову, која је помахнитала, у орман да је сакрије. Војници само погледају у прозор и наставе да ходају. Када Бртко отвори врата ормана, открије Лаутманново мртво тело, и, схрван, обеси се. Филм се завршава фантастичном секвенцом у којој сада покојни Лаутманова и Бртко заједно трче и плешу градским тргом.

## Улоге
| Глумац                                | Улога                                                         |
| ------------------------------------- | ------------------------------------------------------------- |
| Jozef Kroner (1924.–1998.)            | Антонин "Тоно" Brtko, столар                                  |
| Ida Kamińska (1899.–1980.)            | Розалија Лаутманова, власница трговине дугмади                |
| Hana Slivková (1923.–1984.)           | Евелина Брткова, Тонова супруга                               |
| Martin Hollý Sr. (1904.–1965.)        | Имрих Кухар, Тонов и Розалијин пријатељ и члан покрета отпора |
| František Zvarík (1921.–2008.)        | Маркуш Колткотски, Тонов зет и градски официр                 |
| Elena Pappová-Zvaríková (1935.–1974.) | Ружена "Ружика" Колкотска, супруга Маркуша и сестра Евелине   |
| Adam Matejka (1905.–1988.)            | Пити-бачи (ујак Пити), градски гласник                        |
| Martin Gregor (1906.–1982.)           | господин Кац, берберин                                        |
| František Papp (1930.–1983.)          | господин Андорич, Розалијин сусед и упосленик Железнице       |
| Gita Mišurová (1929.)                 | госпођа Андоричова, супруга господина Андорич                 |
| Eugen Senaj (1901.–1981.)             | господин Блау, издавач и благајник јеврејске заједнице        |
| Lujza Grossová (1917.–1981.)          | госпођа Елиашова, суседа Розалије                             |
| J. Mittelmann                         | Даниел "Данко" Елиаш, син госпође Елиашова                    |
| Mikuláš Ladžinský (1923.–1987.)       | Мариан Петер, официр паравојне гарде                          |
| Alojz Kramár (1916.–1985.)            | Балко-Бачи (ујак Балко), диригент дувачког оркестра           |
| Tibor Vadaš (1908.–1987.)             | дуванџија                                                     |

Продавница у главној улици снимљена је на локацији у граду Сабинов у североисточној Словачкој са бројним локалним статистима, чији гласови доносе наговештаје источне регионалне разноликости словачког. Пољски нагласак Иде Каминске се користи на исти начин.

## Сценарио
Сценарио је имао двојезичну чешко-словачку историју. Сценариста Ладислав Гросман (1921.–1981. године) рођен је и одрастао у Словачкој, али је у том тренутку своје каријере писао на чешком језику. Објавио је кратку причу „Замка“ („Прошлост“), претечу сценарија који је садржао три теме које су ушле у финални филм, на чешком језику 1962. године. Ову причу, још на чешком језику, прерадио је и проширио као књижевно-наративни сценарио који је објављен 1964. године под насловом „Продавница на главној улици“ (Obchod na korze). Ова верзија је садржала оно што ће постати прича филма, али није била у типичном (америчком) формату сценарија. Гросман га је прерадио у сценарио снимања са словачким дијалогом у сарадњи са именованим редитељима филма, Јаном Кадаром и Елмаром Клосом.
Једини други језик у филму, осим словачког, је јидиш (који се понекад погрешно идентификује као немачки), мада је ово ограничено на неколико стихова које госпођа Лаутманова мрмља себи у браду. Њено хебрејско читање из сидура је нејасно.

## Продукција
Филм је био заједнички напор између Чехословачке и тадашње Социјалистичке Федеративне Републике Југославије. Ова сарадња је првенствено последица потешкоћа са којима су се филмски ствараоци суочавали у обезбеђивању финансирања и логистичке подршке унутар Чехословачке. Југославија је понудила и финансијску подршку и приступ локацијама које су веома личиле на ратно словачко окружење приче. Главна локација снимања било је живописном селу Сабинов у Словачкој, које је представљало идеално окружење за измишљени град приказан у филму.

## Пријем
Партитуру је компоновао Зденек Лиска. Укључује традиционалну музику у стилу дувачких оркестара која је била уобичајена у Чехословачкој током 1940-их. Албум са музиком из филма је објављен у САД-у — први звучни запис за чехословачки филм који је имао такво издање.

## Критички пријем
Тадашњи критичари похвалили су филм због његовог дубоког истраживања људске психе у тешким околностима. На агрегатору рецензија Rotten Tomatoes, филм има оцену одобрења од 100% на основу 15 рецензија, са просечном оценом 9,0/10. Филм „Трговина на корѕу“ је посебно хваљен због своје способности да се креће у деликатној равнотежи између хумора и трагедије, често користећи црни хумор да истакне апсурдност ситуације.